# PlayStation
PlayStation (プレイステーション, Pureisutēshon; oficialmente abreviado PS) é uma marca internacional de consoles de videogame criada e desenvolvida pela Sony Interactive Entertainment (uma divisão da Sony), com 7 consoles (PlayStation, PlayStation 2, PSP, PlayStation 3, PlayStation Vita, PlayStation 4, PlayStation 5), abrangendo a quinta, sexta, sétima, oitava e nona gerações de videogames. A marca foi lançada pela primeira vez em 3 de dezembro de 1994 no Japão. Fora os serviços PlayStation Network, PlayStation Store e PlayStation Plus, além das empresas hoje conhecidas como PlayStation Studios.
A ideia da marca surgiu em 1988, quando a Sony tentou se unir a multinacional Nintendo para fazer uma série de discos, chamados de "Super Disc". Esses discos liam o console da quarta geração Super Famicom (conhecido como Super Nintendo Entertainment System no resto do mundo), mas foram um fracasso comercial. Até por isso, a Sony e a Nintendo criaram juntas um console, que nunca foi lançado, e um deles foi descoberto em 2015.

## Consolas de mesa

### PlayStation
Foi lançado em 3 de dezembro de 1994, no Japão, e em 29 de setembro de 1995, nos Estados Unidos. Desde o seu lançamento até 2006 (quando sua produção foi extinta), a PlayStation vendeu mais de 103 milhões de unidades. Inicialmente PlayStation seria um leitor de CD-ROM para o Super Nintendo Entertainment System, o SNES-CD, a ser produzido em conjunto com a Nintendo. Durante as negociações para o lançamento, o acordo entre as empresas foi rompido. Então o engenheiro Ken Kutaragi convenceu os executivos da Sony a continuar com o projeto. Foi aí que nasceu a divisão Sony Computer Entertainment (atualmente Sony Interactive Entertainment), com o objetivo de implementar no mercado uma nova consola de videogame: a PlayStation.
Os seus principais concorrentes eram a Nintendo 64 e a Sega Saturn, dentre seus jogos de maior sucesso destacam-se os dois primeiros Gran Turismo, a série Tekken, série Tomb Raider, série Ridge Racer, a série Resident Evil, série Need For Speed, série Crash Bandicoot, Dragon Quest VII, Spyro, Silent Hill, Driver, entre outros. A produtora Squaresoft tornou se exclusiva da consola lançando jogos de sucesso como a série Final Fantasy, Parasite Eve, Chrono Cross, Vagrant Story entre outros.

### PlayStation 2

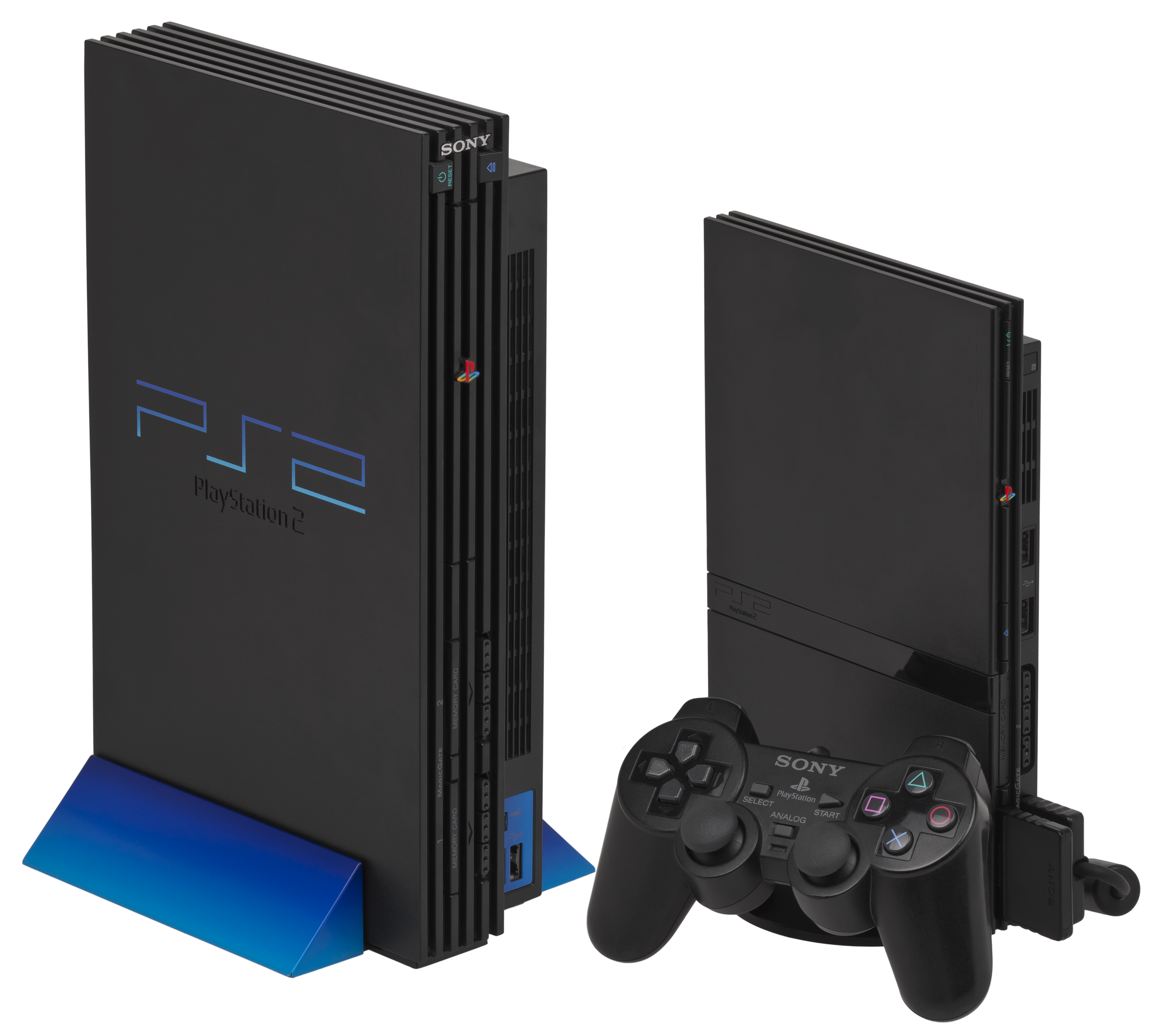
Modelo original do PlayStation 2 lançado em 2000 à esquerda, e sua versão slim à direita.

O PlayStation 2 (PS2) é o segundo console de videogame produzido pela Sony Computer Entertainment, após o PlayStation original. Foi inicialmente lançado no dia 4 de março de 2000 no Japão, no dia 26 de outubro na América do Norte, e posteriormente, no dia 24 de Novembro na Europa. O PlayStation 2 possui hoje o título da consola de videogame mais vendida na história: foram mais de 150 milhões de unidades comercializadas no mundo.
No Brasil, de acordo com a Sony, o PlayStation não foi vendido oficialmente devido à pirataria e uma disputa judicial pelos nomes Playstation e PS2, pois estas marcas já estavam registadas por uma empresa. Apesar disso, houve um grande "mercado informal" de consolas e jogos. Em 2009 a Sony do Brasil finalmente lançou a linha PlayStation 2 no país, vendendo ainda jogos de PlayStation 3.

### PlayStation 3

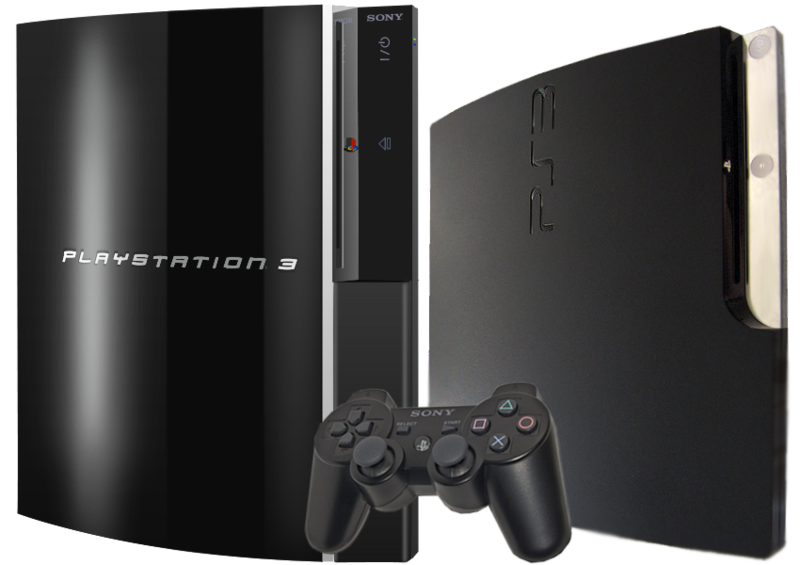
PlayStation 3 na primeira versão e o Slim.

O PlayStation 3 (PS3) é o terceiro console de videogame produzido pela Sony Computer Entertainment e o sucessor do PlayStation 2. Foi lançado em 12 de novembro de 2006 no Japão, 17 de novembro na América do Norte e em 29 de março de 2007 na maior parte da Europa e na Oceania. No Brasil foi lançado oficialmente em 11 de agosto de 2010.

### PlayStation 4

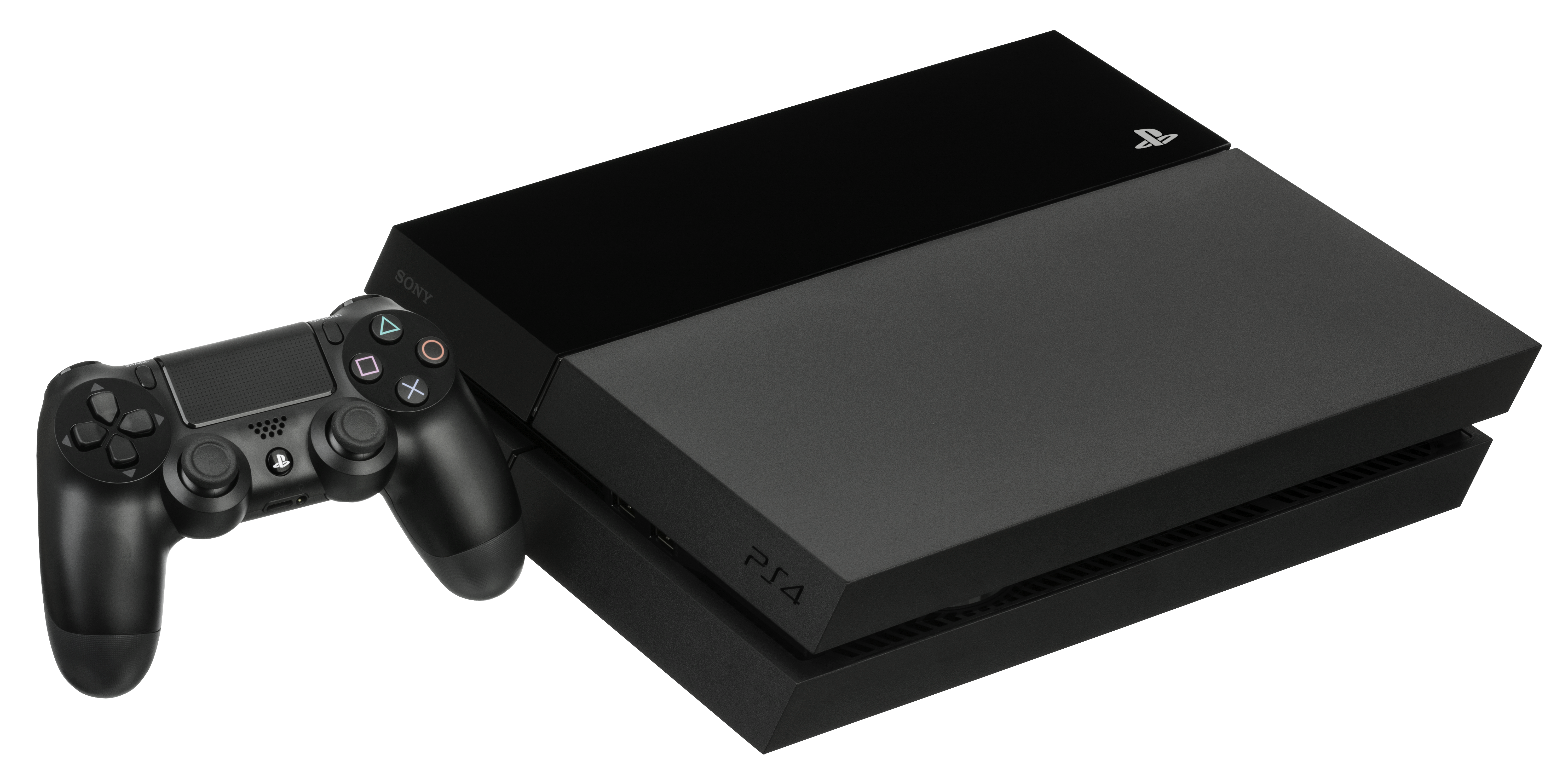
PlayStation 4 com controle DualShock 4.

O PlayStation 4 (PS4) é um console produzido pela Sony. Veio após a PlayStation 3 como console de mesa e após a PlayStation Vita na linha geral de consoles da Sony. O dia do lançamento da consola foi 15 de novembro de 2013 nos Estados Unidos e em 29 de novembro de 2013 na América Latina (incluindo Brasil) e na Europa, de acordo com os dados divulgados pela própria Sony. O preço da consola é de US$399.00 ou algo em torno de R$1000,00 nos Estados Unidos da América, enquanto no Brasil o preço atingiu R$3.999,00 no lançamento. Atualmente o console é montado no Brasil tendo o seu preço reduzido para R$2600,00 em um primeiro momento. A consola introduz o controle Dualshock 4, que apresenta novas funções em relação ao Dualshock 3 e Dualshock 2. A Sony revelou a PlayStation 4 Pro (PS4 Pro), versão revista e mais potente do PS4 confirmada pela fabricante semanas antes da E3 2013, durante uma "demonstração técnica" em Nova York, em 7 de setembro.

### PlayStation 5

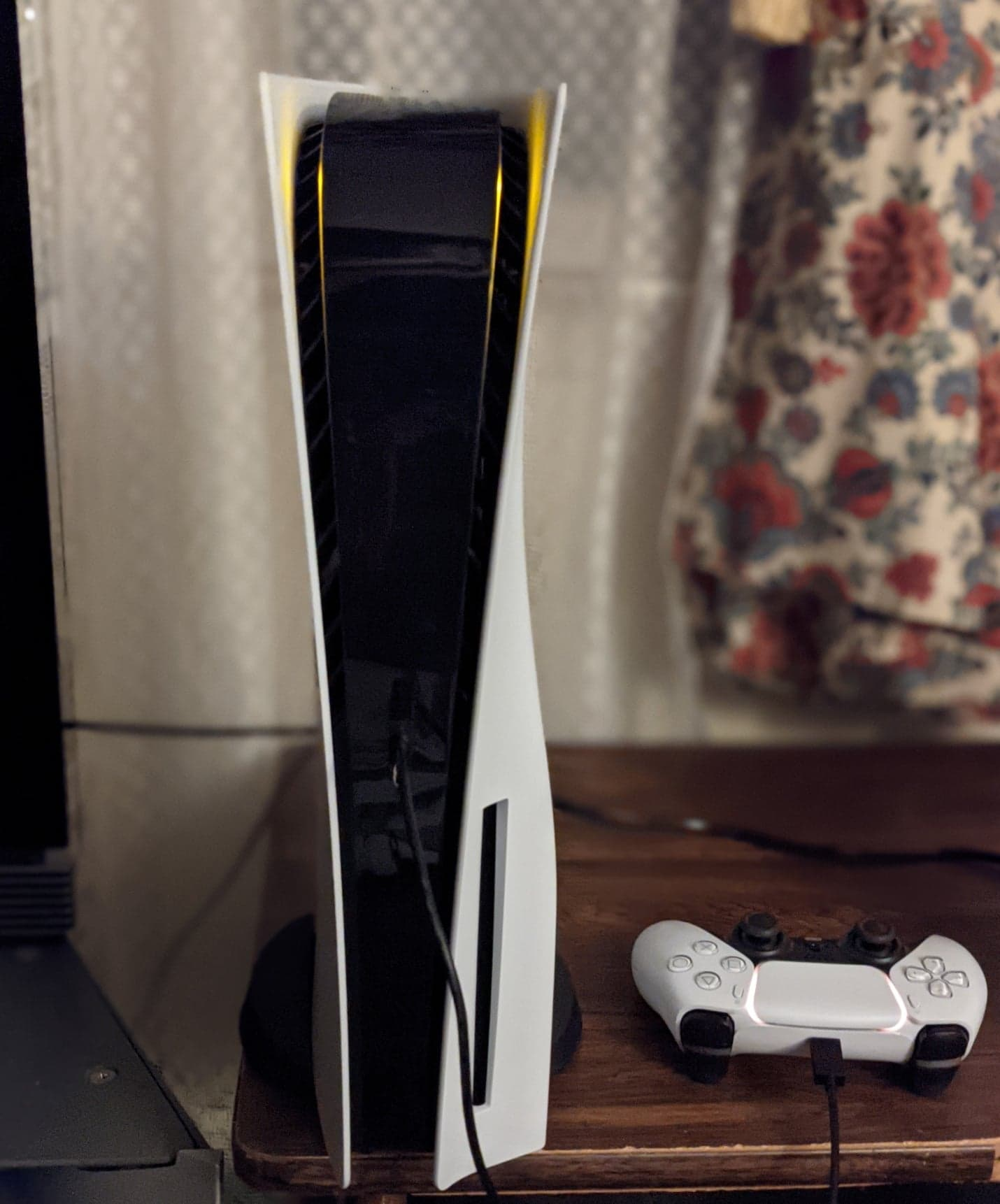
PlayStation 5 com unidade de disco Blu-ray 4K em modo de repouso e DualSense

O PlayStation 5 (PS5) foi lançado mundialmente em 12 de novembro de 2020 e, ao lado do Xbox Series X e S lançados no mesmo mês, faz parte da nona geração de consoles de videogame. As primeiras notícias do PS4 vieram de Mark Cerny em uma entrevisa à Wired em abril de 2019. A Sony pretende que o PlayStation 5 seja seu console de próxima geração e seja lançado em todo o mundo até o final de 2020. No início de 2019, o relatório financeiro da Sony para o trimestre encerrado em 31 de março de 2019, afirmou que o novohardware de próxima geração estava em desenvolvimento, mas não seria lançado antes de abril de 2020.
As especificações atuais foram lançadas em outubro de 2019. O console estava programado para usar uma CPU de 8 núcleos e 16 threads baseada na microarquitetura Zen 2 da AMD, faricada no nó de processo de 7 nanômetros. O processador gráfico é uma variante personalizada da família Navi da AMD usando a microarquitetura RDNA, que inclui suporte para aceleração de hardware de renderização de rastreamento de raio, permitindo gráficos com rastreamento de raio em tempo real. O novo console com um armazenamento SSD personalizado, pois Cerny enfatizou a necessidade de tempos de carregamento mais rápidos e maior largura de banda para tornar os jogos mais imersivos, além de oferecer suporte ao streaming de conteúdo necessário do disco para resolução de 8K. Em uma segunda entrevista com a Wired em outubro de 2019, mais detalhes do novo hardware foram revelados: a unidade Blu-ray integrada ao console suportaria discos Blu-ray de 100 GB e Blu-ray Ultra HD; enquanto a instação de um jogo a partir de um disco é obrigatória para aproveitar o SSD, o usuário terá algum controle minucioso de quanto deseja instalar, como instalar apenas os componentes multiplayer de um jogo. A Sony está desenvolvendo um estado de jogo suspenso aprimorado para o PlayStation 5 consumir menos energia do que o PlayStation 4.
O novo controlador do sistema, o DualSense, possui gatilhos adaptativos que podem alterar a resistência ao jogador conforme necessário, como alterar a resistência durante a ação de puxar uma flecha para trás em um arco no jogo. O controlador também possui um forte feedback tátil através de atuadores de bobina de voz, que, juntamente com um alto-falante do controlador aprimorado, destinam-se a fornecer um melhor feedback no jogo. A conectividade USB-C, juntamente com uma bateria de classificação mais alta, são outras melhorias no novo controlador.
O PlayStation 5 apresenta uma interface de usuário completamente renovada. O PlayStation 5 é compatível com a maioria dos jogos de PlayStation 4 e PlayStation VR, com Cerny afirmando que a transição para o novo console deve ser suave. Em uma entrevista posterior, Jim Ryan falou sobre PlayStation 5 ser capaz de jogar "99%" dos jogos de PlayStation 4, uma estimativa derivada de um tamanho de amostra de "milhares". Na CES 2020, a Sony revelou o logotipo oficial da plataforma.
A Sony também anunciou a pré-venda de uma versão banhada a ouro do console, que está sendo realizada pela empresa inglesa Truly Exquisite.
Em 10 de setembro de 2024, a Sony anunciou as vendas do PlayStation 5 PRO na Europa e Estados Unidos com uma nova promessa de jogar jogos em resolução 4K a 60 fps.
Entretanto para utilizá-lo, o produto obrigatoriamente permite apenas conteúdos digitais, sem o leitor de disco blu-ray além de não possuir base para repouso na vertical, sendo considerados acessórios vendidos separadamente. O design do aparelho é semelhante ao descrito na fotografia acima, entretanto possui três linhas no meio para fins estéticos. O console possui chip AMD até 27% mais potente do que a memória do PS5 tradicional, além de 68% com mais unidades de computação. Além disso, finalmente o console ganhou o tão aguardado 2 terabytes de armazenamento, algo que o seu principal concorrente XBOX Serie X já tinha desde 2021. O lançanento oficial do produto está marcado para 7 de novembro de 2024 em todo o planeta, com pré-vendas começando em 26 de setembro do mesmo ano.
Em setembro de 2024 em comemoração aos 30 anos da marca PlayStation, a Sony lançará uma edição limitada do PlayStation 5 com design inspirado no primeiro console da marca: o PlayStation 1. Apenas 12,3 mil unidades numeradas serão fabricadas com a numeração do One, versão mini do PS1 lançada em 2002. As vendas oficiais, começarão em 21 de novembro de 2024.

## Consoles portáteis

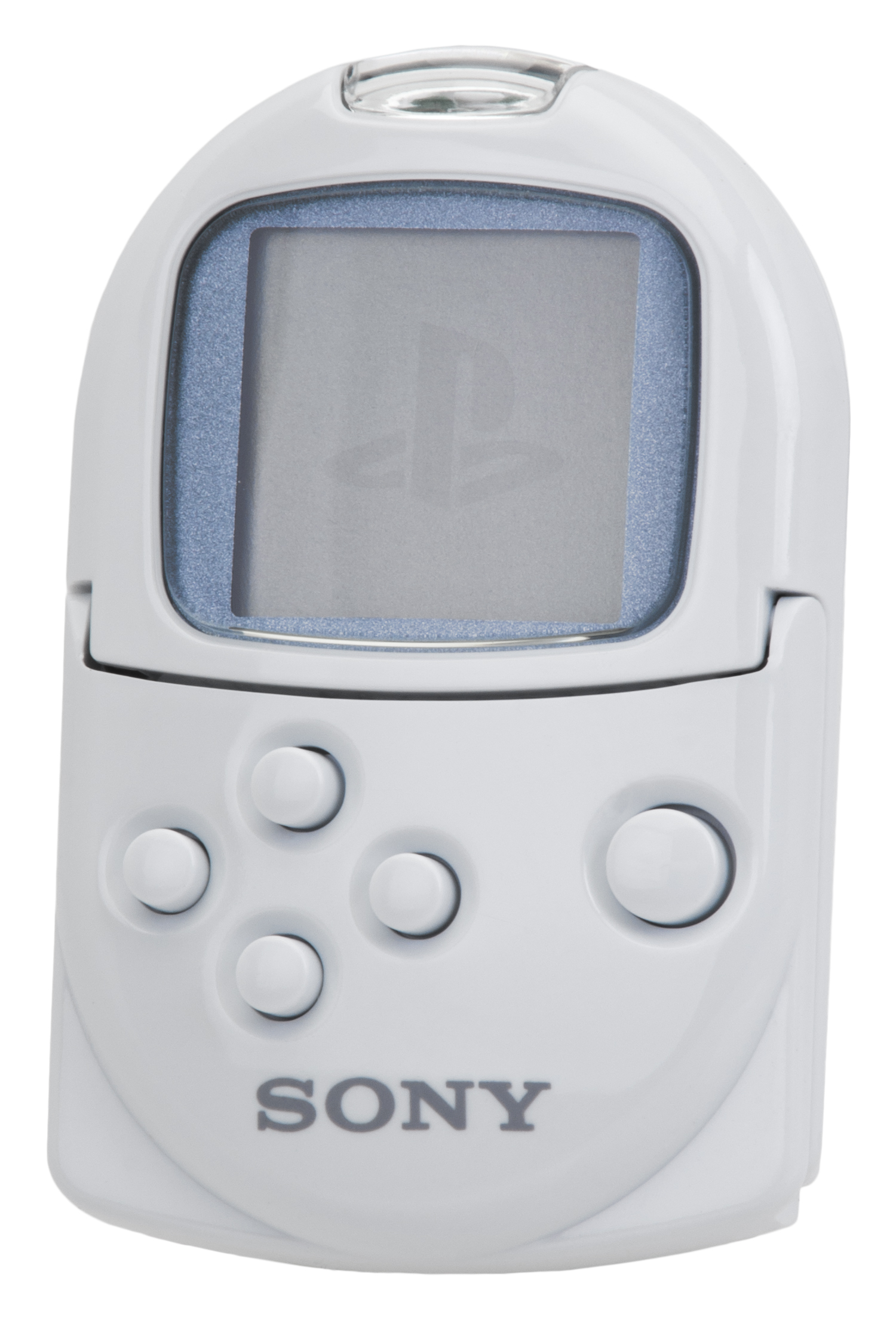
PocketStation.

### PocketStation
O PocketStation foi uma pequena consola portátil lançada pela Sony apenas no Japão em 23 de dezembro de 1999 que também servia como personal digital assistant (PDA) e Memory Card para a PlayStation original (PS1). Os jogos vinham nos CD-ROMs dos jogos originais da PlayStation e eram transferidos para a mini-consola.

### PlayStation Portable

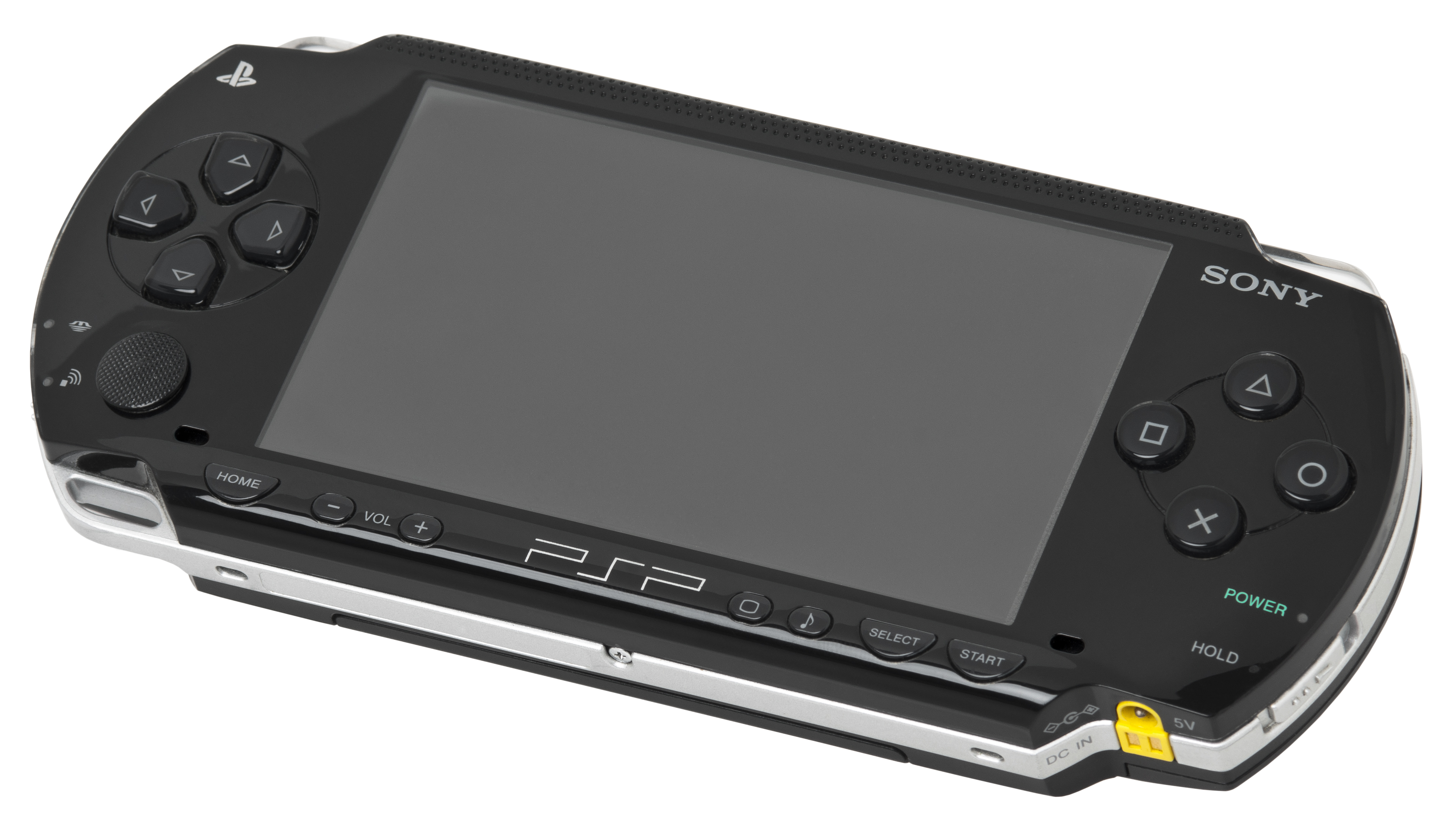
Primeiro modelo da PlayStation Portable.

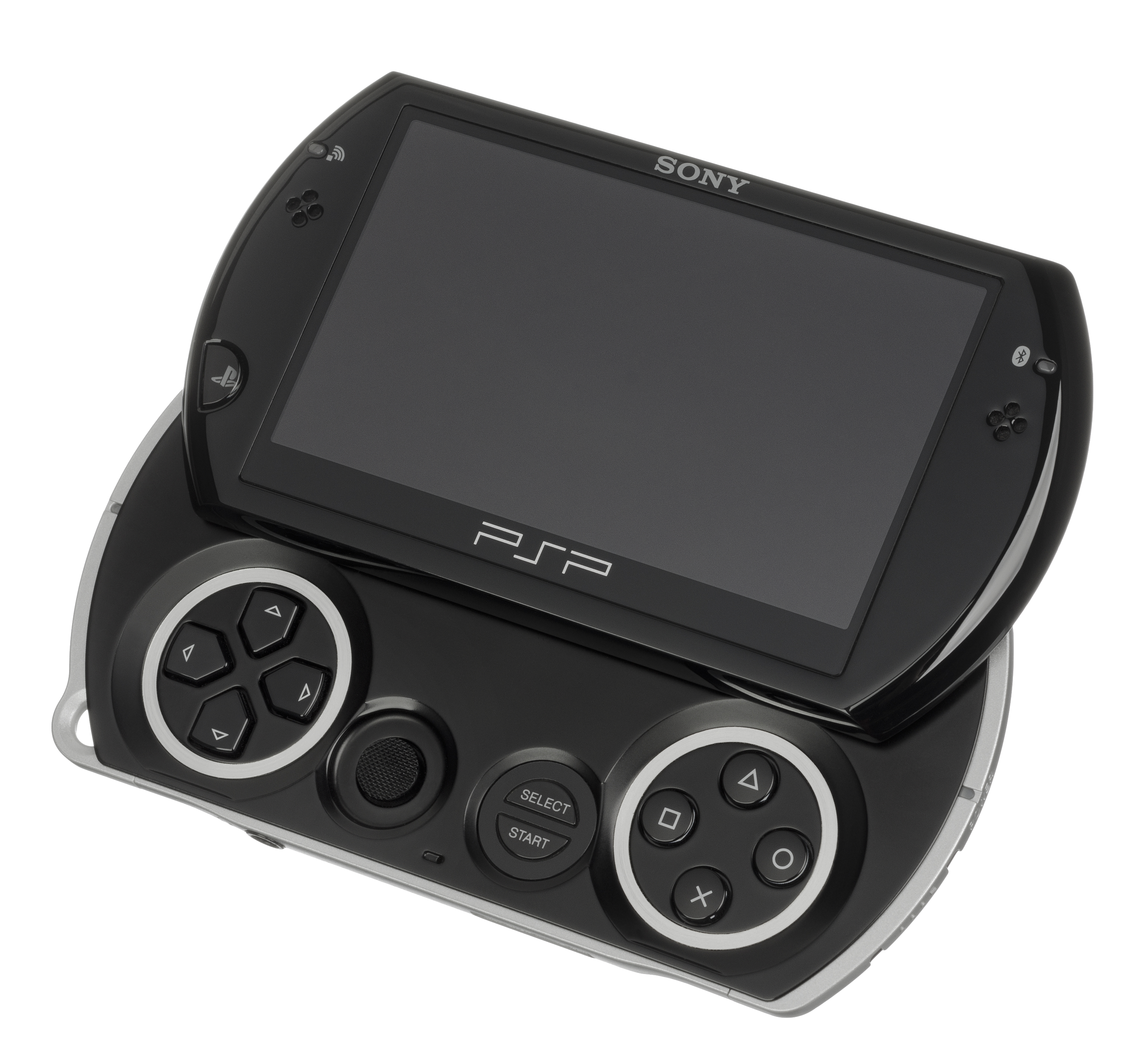
PSP Go!.

Lançado em dezembro de 2004, a PlayStation Portable, ou simplesmente PSP, foi a primeira consola portátil lançado pela Sony, lançado para competir com a Nintendo DS que até então dominava absoluta no mercado de portáteis. A consola utilizou a mídia UMD (Universal Media Disc) para seus jogos. Continha 32 MB de memória interna, expansível através de cartões Memory Stick PRO Duo, também suportava conexões Wi-Fi. A versão 2000 era mais leve e mais fina que a original. Posteriormente foram lançados o PSP 3000 e o PSP Go, este último com controles retráteis.

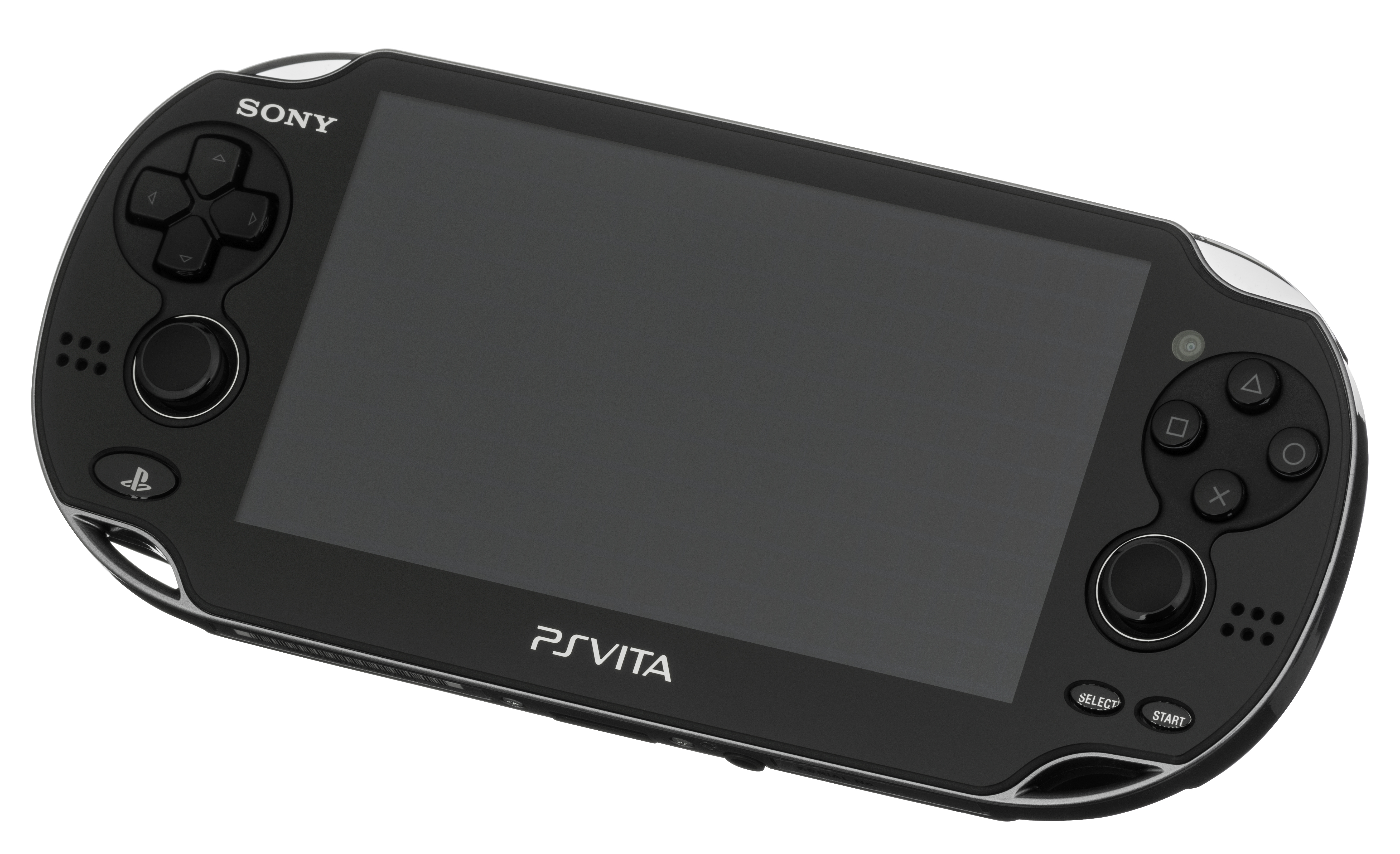
Primeiro modelo da PlayStation Vita.

### PlayStation Vita
A PlayStation Vita (Ou simplesmente PSVITA) é uma console portátil fabricado e comercializado pela Sony Computer Entertainment. É a sucessora da PlayStation Portable como parte da marca PlayStation de dispositivos para jogos. Foi lançada no Japão e em partes da Ásia em 17 de dezembro de 2011 na Europa, América do Norte, América do Sul e Singapura em 22 de fevereiro de 2012; na Austrália em 23 de fevereiro de 2012 e no Brasil em 2 de março de 2012.

## Emuladores
O emulador é um programa que reproduz (emula) as funções dos consoles nos dispositivos computacionais (computador ou celular).
- PlayStation 1: DuckStation, XEBRA,[24] Happy Chick, FPse,[25] ePSXe, PCSX, Bleem!.[26]
- PlayStation 2: PCSX2,[27] AetherSX2;
- PlayStation 3: RPCS3;[24]
- PlayStation 4: Spine e[24] psOff;[28]
- PlayStation Portable: PPSSPP.

O uso indevido do emulador está sujeito as penalidades da lei, podem ter problemas com a lei de direito autoral como crime de pirataria.